# A. J. Cronin
Archibald Joseph Cronin (19 de julio de 1896 - 6 de enero de 1981) fue un novelista y médico británico, autor de La ciudadela (The Citadel) y Las llaves del reino (The Keys of the Kingdom), ambas novelas convertidas en películas y nominadas al premio Óscar. Sus historias del Doctor Finlay, basadas en su autobiografía Aventuras en dos mundos (Adventures in Two Worlds), se convirtió en una serie dramática de la BBC.

## Biografía
Nacido en Cardross, Dunbartonshire, Escocia, Cronin fue el único hijo de padre católico y madre protestante y más tarde, escribiría sobre un joven en un similar contexto (Los verdes años). Fue un estudiante precoz en la Academia de Dumbarton primero y en el colegio de San Luis Gonzaga posteriormente, y ganó muchos concursos de escritura. Debido a sus habilidades excepcionales, le fue entregada una beca para estudiar medicina en la Universidad de Glasgow. Allí conoció a su futura esposa, Agnes Mary Gibson, quien era también una estudiante de medicina. Se graduó con muchos honores en el año 1919.
Cronin ejerció como doctor en varios hospitales, antes de servir como cirujano en la Royal Navy, durante la Primera Guerra Mundial. Después de la guerra, comenzó una práctica en un área minera, en la zona de Gales del Sur y fue designado el Inspector Médico de Minas. Utilizó sus experiencias sobre los efectos de la industria minera sobre la salud de los trabajadores para posteriores novelas suyas como La ciudadela, situada en Gales, y Las estrellas miran hacia abajo, situada en el noreste de Inglaterra. Finalmente se estableció en Londres, y ejerció en Harley Street. En sus vacaciones en las tierras altas escocesas, escribió su primera novela: El castillo del odio, que alcanzó un éxito inmediato. Cuenta la historia de la familia escocesa de James Brodie, caída en la ruina por el orgullo, obstinación y fanatismo de su patriarcado.
Al final de los años '30, Cronin se mudó a los Estados Unidos con su esposa y sus tres hijos, trasladándose luego a New Canaan, Connecticut. Más adelante, volvió a Europa y durante los últimos 25 años de su vida, vivió en Suiza. Continuó escribiendo hasta los ochenta años. Murió el 6 de enero de 1981 en Montreux, Suiza.

## Obra
Muchos de los libros de Cronin fueron bestsellers que fueron traducidos a numerosas lenguas. Su punto fuerte eran sus habilidades y su poder de observación y descripción gráfica. Algunas de sus novelas e historias se basan en su carrera médica, mezclando realismo, romance, y crítica social.
Se dice que su novela La ciudadela contribuyó a establecer el servicio nacional de salud en Reino Unido, exponiendo la injusticia, explotación e incompetencia de la práctica médica en esa época.
- El castillo del odio (1931)
- Gran Canaria (1933)
- Las estrellas miran hacia abajo (1935) ISBN 950-04-0406-0
- La ciudadela (1937) ISBN 84-01-49153-3
- Velando en la noche (1939) ISBN 84-261-0552-1
- Las llaves del reino (1941) ISBN 84-261-5537-5
- Historia de una maletín negro (1943) ISBN 84-7118-830-9
- Los verdes años (1944) ISBN 84-7118-720-5
- La ruta del doctor Shannon (1948)
- El jardinero español (1950) ISBN 84-7118-966-6
- Aventuras en dos mundos (1952) (autobiografía)
- Más allá del silencio (1953) (novela)
- La luz del norte (1958)
- Sed de justicia (1959)
- Cronin: Obras selectas (1958) ISBN 84-261-0265-4
- El doctor nativo (1959) ISBN 84-261-1696-5
- El árbol de Judas (1963)
- La antorcha eterna (A thing of Beauty) (1963)
- La canción de seis peniques (1964)
- La miseria y la gloria (1969) ISBN 84-261-5795-5
- Un bolsillo lleno de vodka (1969)
- La dama de los claveles (1976) ISBN 84-01-44164-1